# Chiesa di San Martino Vescovo (Carpi)
La chiesa di San Martino Vescovo è la parrocchiale patronale a San Martino Secchia, frazione di Carpi in provincia di Modena. Appartiene alla zona pastorale 3 della diocesi di Carpi e la sua storia inizia nel IX secolo.

## Storia
La prima chiesa con dedicazione a san Martino sul territorio forse risaliva al IX secolo ed era sussidiaria dell'abbazia di Nonantola. Nel 1515 per decisione di papa Leone X entrò nella giurisdizione ecclesiastica chiesa diocesi di Carpi e quanto vi era contenuto divenne parte della dotazione della nuova basilica cattedrale di Santa Maria Assunta di Carpi la cui costruzione era iniziata appena da un anno. Il passaggio reale di questi beni si realizzò solo nel 1553. Il capitolo della cattedrale poi concesse questi beni a titolo perpetuo alla famiglia di Giacomo Boselli col vincolo che venisse riedificata la chiesa a San Martino Secchia che aveva subito gravi danni durante un'esondazione del Secchia. Dopo la ricostruzione del luogo di culto alla famiglia Boselli, sino al 1768, fu concessa la facoltà di nominarne il cappellano. I lavori per la sua ricostruzione furono ultimati nel 1620. Durante il terremoto dell'Emilia del 2012 la struttura ha subito gravi danni ed è stato necessario chiuderla alle funzioni religiose e programmare un intervento di risanamento post-sisma.

## Descrizione
La chiesa di San Martino Vescovo si trova decentrata rispetto all'abitato di San Martino Secchia, frazione di Carpi in provincia di Modena, a breve distanza dal fiume Secchia. La facciata è in stile neoclassico con un frontone superiore e al portale di accesso si arriva da un scalinata a tre gradoni. Sopra l'ingresso una finestra a lunetta porta luce alla sala. Accanto alla chiesa sorge il convento con i frati che, annualmente, organizzano la sagra della Madonna del Rosario.